# Yorihide Isogai
Yorihide Isogai (jap. 磯貝頼秀 Isogai Yorihide; ur. 19 sierpnia 1940 w prefekturze Chiba) – japoński zapaśnik walczący w obu stylach. Trzykrotny olimpijczyk. Szósty w Montrealu 1976; odpadł w eliminacjach w Monachium 1972 w stylu wolnym i w Meksyku 1968, gdzie walczył również w klasycznym. Występował w kategorii 97 – plus 100 kg.
Złoty i srebrny medalista igrzysk azjatyckich w 1974 i srebrny w 1970. Szósty na mistrzostwach świata w 1974; odpadł w eliminacjach w 1973 roku.